# La Sonnaz
La Sonnaz ist eine politische Gemeinde im District de la Sarine (deutsch: Saanebezirk) des Kantons Freiburg in der Schweiz. Sie wurde mit Wirkung auf den 1. Januar 2004 aus den bisher selbständigen Gemeinden La Corbaz, Cormagens und Lossy-Formangueires gebildet. Der Sitz der Gemeindeverwaltung befindet sich in Lossy.

## Geographie
La Sonnaz liegt rund 4,5 km nordwestlich der Kantonshauptstadt Freiburg (Luftlinie). Die Gemeinde erstreckt sich mit verschiedenen Ortschaften an den Hängen und in der breiten Talmulde der unteren Sonnaz, im Molassehügelland des Freiburger Mittellandes.
Die Fläche des 6,9 km² grossen Gemeindegebiets umfasst einen Abschnitt der Molassehöhen westlich des Schiffenensees. Der Hauptteil des Gebietes wird von der breiten Talmulde eingenommen, welche von der Sonnaz von Südwesten nach Nordosten durchflossen wird. Diese mündet bei Pensier in die hier zum Schiffenensee aufgestaute Saane (französisch: Sarine). Nördlich der Sonnaz erstreckt sich der Gemeindeboden über die Hänge von Lossy und La Corbaz auf die Waldhöhen Bois de la Corbaz (mit 700 m ü. M. der höchste Punkt von La Sonnaz) und in den Forêt Cantonale. Dazwischen befindet sich der Taleinschnitt Les Riaux. Südlich des Flusslaufs reicht das Gebiet auf die angrenzenden Hochflächen von Granges-Paccot und an den Waldrand des Bois de la Faye (bis 640 m ü. M.). Im Osten fällt dieses Hochplateau in einem teils von Sandsteinfelsen durchzogenen Steilhang zum Schiffenensee ab, welcher die östliche Gemeindegrenze bildet. Von der Gemeindefläche entfielen 1997 6 % auf Siedlungen, 23 % auf Wald und Gehölze, 67 % auf Landwirtschaft, und etwas mehr als 4 % war unproduktives Land (Seeanteil).
La Sonnaz besteht aus verschiedenen Dörfern und Siedlungen:
- Lossy, 609 m ü. M., am nördlichen Talhang der Sonnaz und westlich des Riaux-Tälchens
- Formangueires, 585 m ü. M., am südlichen Talhang der Sonnaz auf einer Geländeterrasse
- La Corbaz, 648 m ü. M., am nördlichen Talhang der Sonnaz und östlich des Riaux-Tälchens
- Cormagens, 575 m ü. M., am südlichen Talhang der Sonnaz
- La Sonnaz, 536 m ü. M., bei Pensier kurz vor der Mündung der Sonnaz in den Schiffenensee

Ferner gehören verschiedene Einzelhöfe zur Gemeinde. Nachbargemeinden von La Sonnaz sind Granges-Paccot, Givisiez, Belfaux, Misery-Courtion, Courtepin und Düdingen.

## Bevölkerung
Mit 1406 Einwohnern (Stand 31. Dezember 2023) gehört La Sonnaz zu den kleineren Gemeinden des Kantons Freiburg. Von den Bewohnern sind 88,6 % französischsprachig, 9,1 % deutschsprachig, und 0,9 % sprechen Portugiesisch (Stand 2000). Die Bevölkerungszahl von La Sonnaz belief sich 1900 auf 422 Einwohner. Nach einem Höchststand 1920 mit 537 Einwohnern nahm die Bevölkerung bis 1970 um nahezu 30 % auf 384 Personen ab. Seither wurde wieder ein deutliches Bevölkerungswachstum verbunden mit einer Verdoppelung der Einwohnerzahl innerhalb von 30 Jahren verzeichnet.

## Wirtschaft
La Sonnaz war bis in die zweite Hälfte des 20. Jahrhunderts ein vorwiegend durch die Landwirtschaft geprägtes Dorf. Noch heute haben der Ackerbau, der Obstbau sowie die Milchwirtschaft und die Viehzucht einen wichtigen Stellenwert in der Erwerbsstruktur der Bevölkerung. Weitere Arbeitsplätze sind im lokalen Kleingewerbe und im Dienstleistungssektor vorhanden, unter anderem in einem Betrieb in Cormagens, der Plastikfolien herstellt, sowie in feinmechanischen Werkstätten und in einer Schreinerei. In den letzten Jahrzehnten hat sich das Dorf auch zu einer Wohngemeinde entwickelt. Viele Erwerbstätige sind deshalb Wegpendler, die hauptsächlich in der Region Freiburg arbeiten.

## Verkehr
Die Gemeinde liegt abseits der grösseren Durchgangsstrassen an einer Verbindungsstrasse von Belfaux nach Pensier. Der nächste Anschluss an die Autobahn A12 (Bern–Vevey) befindet sich rund 5 km von Lossy entfernt. Trotz der Nähe zur Stadt Freiburg ist die Gemeinde nur ungenügend an das Netz des öffentlichen Verkehrs angebunden. Die Eisenbahnlinie von Freiburg nach Murten durchquert zwar das Gebiet, besitzt aber keine Haltestelle. Die nächsten Bahnhöfe sind Pensier (für Cormagens) und Belfaux (für Lossy, Formangueires und La Corbaz).

## Geschichte
Das Gemeindegebiet von La Sonnaz war schon sehr früh bewohnt. So wurden bei Cormagens Siedlungsspuren aus dem Mesolithikum und dem Neolithikum, bei La Corbaz eine Nekropole aus der Hallstattzeit gefunden.
Im Mittelalter bildete Cormagens ein Lehen der Grafen von Thierstein, während die übrigen Ortschaften den Herren von Englisberg unterstanden. Auch die Abtei Hauterive, die Familie Praroman und das Bürgerspital von Freiburg hatten Grundbesitz und Zehntrechte auf dem Gebiet von La Sonnaz. Spätestens ab 1442 unterstanden die Dörfer der Herrschaft von Freiburg und wurden der Alten Landschaft (Spitalpanner) zugeordnet. Nach dem Zusammenbruch des Ancien Régime (1798) gehörten die Dörfer von La Sonnaz während der Helvetik und der darauf folgenden Zeit zum Bezirk Freiburg, bevor sie 1848 mit der neuen Kantonsverfassung in den Saanebezirk eingegliedert wurden. La Sonnaz gehört zur Pfarrei Belfaux.
Im Rahmen der vom Kanton Freiburg seit 2000 geförderten Gemeindefusionen entschieden sich die Stimmberechtigten von Cormagens, La Corbaz und Lossy-Formangueires am 20. Mai 2003 mit einer Ja-Mehrheit von durchschnittlich 78 % für das Zusammengehen ihrer Gemeinden. Mit Wirkung auf den 1. Januar 2004 trat deshalb die Fusion zur neuen Gemeinde La Sonnaz in Kraft.

## Sehenswürdigkeiten
Die Kapelle Saint-Théodule in Cormagens, die auf das 15. Jahrhundert zurückgeht, wurde 1844 in das Dorf verlegt. Cormagens gehört zur Pfarrei Belfaux.
In Cormagens befindet sich auch einer der letzten Patrizier-Landsitze (Schloss, Ländereien und Wälder) des Kantons Freiburg. Dieser gehört seit nun zwei Generationen der alten bernischen Familie der Kilchenmann von Oberösch. Schloss und Ofenhaus reichen bis ins 17. Jahrhundert zurück.

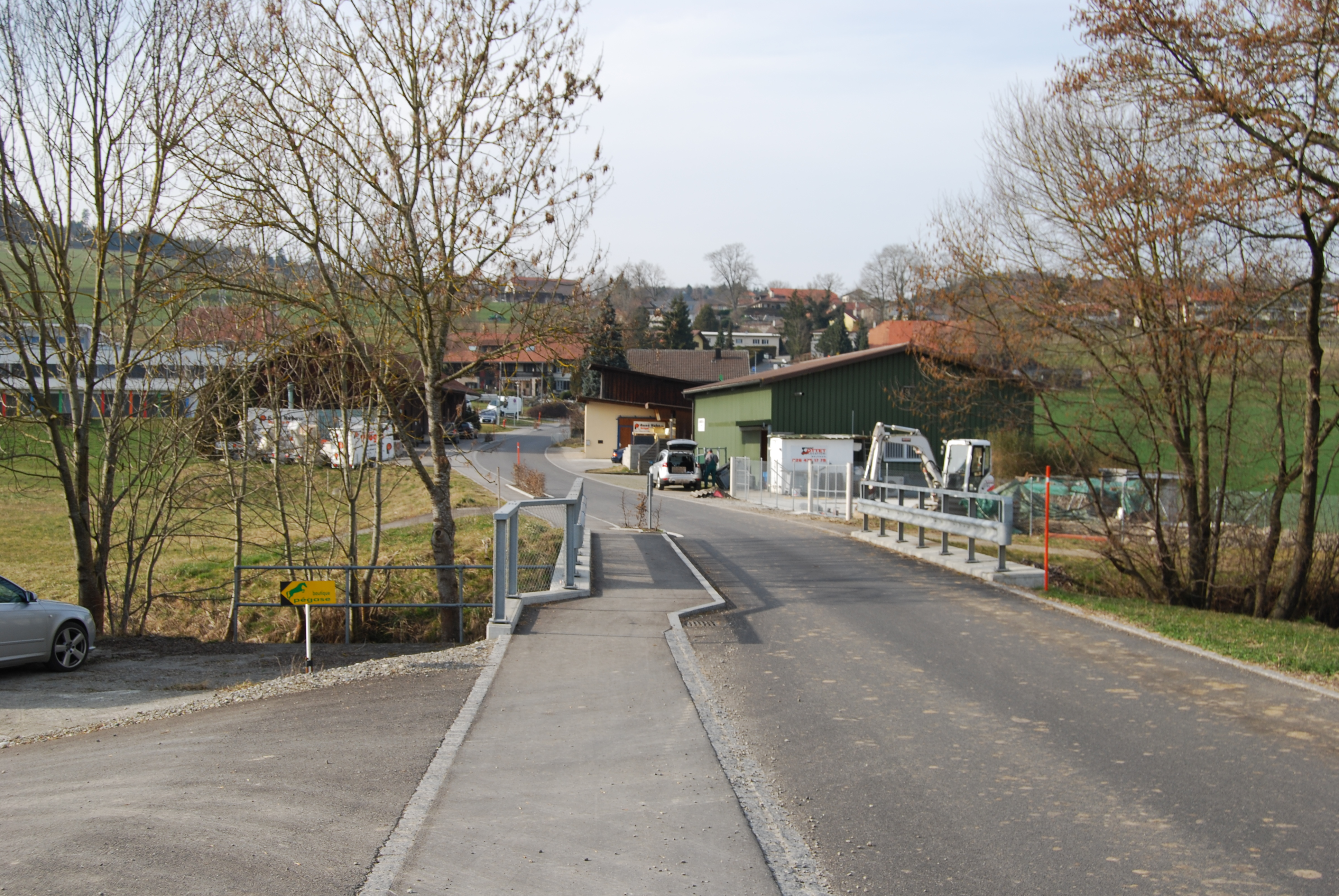
Lossy, La Sonnaz
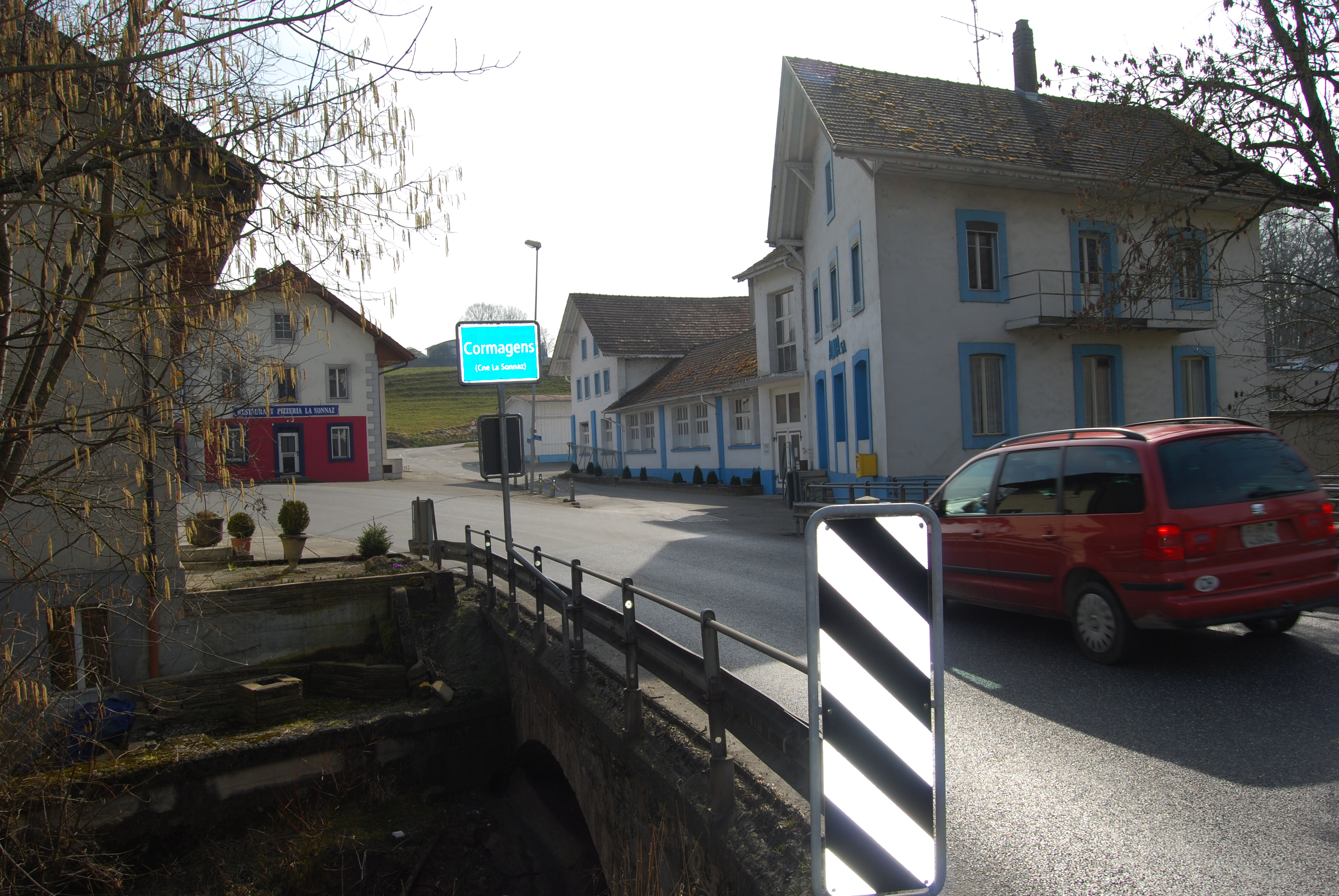
Cormagens, La Sonnaz
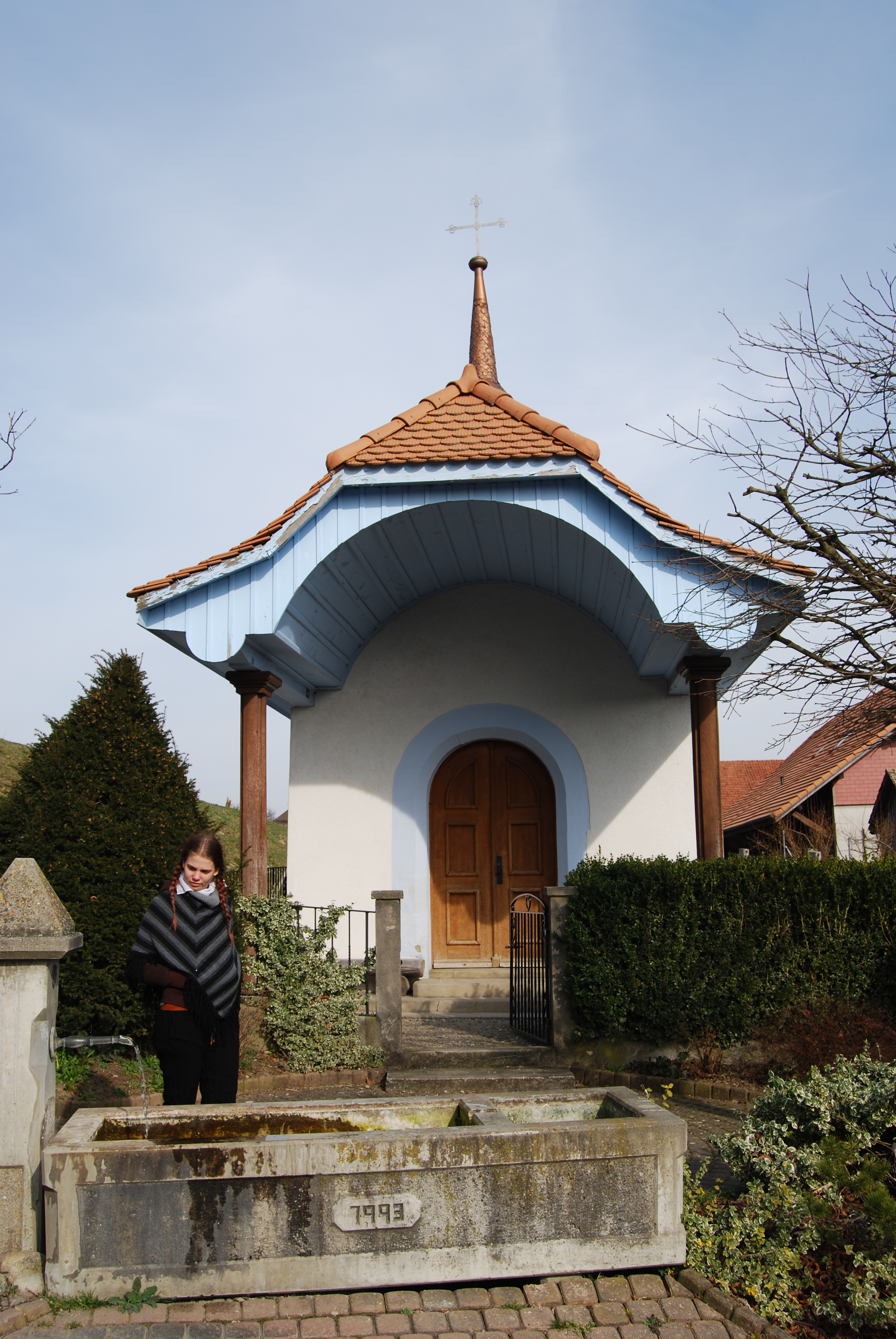
Marienkapelle in La Corbaz, La Sonnaz